# Rue Rosenwald
La rue Rosenwald est une voie du 15e arrondissement de Paris, en France.

## Situation et accès
La rue Rosenwald est une voie publique située dans le 15e arrondissement de Paris. Elle débute au 36, rue de Vouillé et se termine au 99, rue des Morillons.

## Origine du nom
Le nom de la rue provient d'un homme d'affaires et philanthrope américain Julius Rosenwald, né le 12 août 1862 à Springfield (Illinois, États-Unis) et mort le 6 janvier 1932 à Highland Park (Illinois, États-Unis).[réf. nécessaire]
La rue tire son nom de celui d'un  propriétaire.

## Historique
La voie est ouverte et prend sa dénomination actuelle en 1883. 